# 태인면
태인면(泰仁面)은 대한민국 전북특별자치도 정읍시의 면이다. 면적은 34.22km2이고, 인구는 2024년 1월 31일을 기준으로 3,227명이다.
태인(泰仁)은 전북특별자치도 정읍시(井邑市) 태인면(泰仁面)이다. 태산현(泰山縣)과 인의현(仁義縣)을 합쳐서 생긴 이름이다.
- 태산(泰山)은 본래 백제의 대시산현(大尸山縣)인데, 663년(풍왕 3) 대산(帶山)으로 개칭되어 고사주(古四州)의 영현(領縣)이 되었으며, 757년(경덕왕 16) 신라가 대산(大山)으로 고쳐 전주도독부(全州都督府) 관내 군으로 하고, 정읍현, 빈성현(斌城縣), 야서현(野西縣)을 관장하였다. 태산(太山), 태산(泰山) 등으로도 불리었다.

- 인의(仁義)는 백제 때 빈굴양(賓窟壤)이었는데, 빈성(斌城), 부성(賦城), 무성(武城)등으로 불리다가 신라 757년(경덕왕 16)에 빈성으로 고쳐 대산군의 영현이 되었으며, 940년(고려 태조 23)에 인의현(仁義縣)으로 고쳤다.

고려시대에 두 현은 고부군의 임내(任內)였으며, 1354년(공민왕 3)에 대산군을 태산(泰山)으로 고치고 감무(監務)를 두어 인의현을 편입하였다가 곧 분리하였다.
1409년(태종 9)에 태산(泰山)과 인의(仁義)를 합하여 태인현(泰仁縣)이 되었고, 현의 치소를 거산역(居山驛)으로 옮겼으며, 1413년에 현감을 두었다. 임내였던 능(綾), 나향(羅鄕)과 대곡(大谷), 개문(開門), 도전(桃田) 부곡은 조선 초기에 직촌(直村)이 되었다. 1895년(고종 32) 지방제도 개정으로 전주부(全州府) 태인군(泰仁郡)으로 승격되었고, 이듬해에는 전라북도에 속하였으며, 1914년에 정읍군 태인면이 되었다. 1995년에는 정읍군과 정주시가 통합되어 정읍시가 되었다. 

## 연혁
- 백제시대 대시산군
- 신라시대 태산군
- 고려시대 인의현
- 조선시대 태인현
- 고종34년 태인군
- 1914. 3. 군내, 인곡, 홍천면을 태인군으로 통합
- 1935. 4. 태서, 매계, 태남, 오류리 편입
- 1983. 3. 백산리(6개마을) 신태인읍 편입
- 1990. 4. 오류리 원오류가 북면 편입

## 문화재 및 관광 자원
- 정읍 서현사지- 전북특별자치도 기념물 제 48호
- 정읍 신잠비- 전북특별자치도 문화재자료 제105호
- 태인향교
- 피향정 연꽃

## 행정 구역
| 법정리명       | 마을유래 | 자연마을 | 비고 |
| -------------- | --- | --- | ---- |
| 박산리(朴山里) | 본래 태인군 인곡면(仁谷面) 구역인데, 1914년 행정구역 개편 때에 구정리(九井里), 박동리(朴東里), 박서리(朴西里)와 흥천면(興天面) 궁사리(弓四里) 및 군내면(郡內面) 원동(元洞), 천오리(川五里), 여속리(餘粟里) 각 일부를 병합하여, 중심마을 박메(朴山)의 이름을 따서 박산리라고 하고, 정읍군 태인면에 편입하였다.                                                     | 1) 박동(朴東) 마을 2) 박서(朴西) 마을 3) 여속(餘俗) 마을                                                        |      |
| 궁사리(弓四里) | 본래 태인군 흥천면(興天面)구역인데, 1914년 행정구역 개편 때에 궁사리(弓四里), 강삼리(江三里), 외신리(外新里), 외이리(外二里)와 인곡면(仁谷面)의 이암리(耳巖里) 군내면(郡內面)의 강신리(江新里)의 각 일부를 병합하여, 중심마을 이름을 따서 궁사리라 하고, 정읍군 태인면에 편입되었다.                                                                              | 1) 원궁사(元弓四) 마을 2) 강삼(江三) 마을 3) 원동(院洞) 마을                                                    |      |
| 낙양리(洛陽里) | 본래 태인군 흥천면(興天面)구역인데, 1914년 행정구역 개편 때에 내이리(內二里), 외이리(外二里), 야신리(野新里), 낙양리(洛陽里), 용정리(龍井里), 하이리(下二里)와 군내면(郡內面) 신기리(新基里)각 일부를 병합하여, 중심마을 이름을 따서 낙양리라 하고, 정읍군 태인면에 편입 하였다.                                                                                  | 1) 원낙양(元洛陽) 마을 2) 내이(內二) 마을 3)외이(外二) 마을                                                     |      |
| 오봉리(五峰里) | 본래 태인군 흥천면(興川面)구역인데, 1914년 행정구역 개편 때에 천신리(川新里), 왕천리(旺川里), 하일리(下一里)와 인곡면(仁谷面) 박동리(朴東里), 박서리(朴西里), 낙양리(洛陽里) 및 군내면(郡內面) 신기리(新基里), 천오리(川五里), 청석동(靑石洞) 각 일부를 병합하여, 이 지역이 오봉산(五峰山)밑에 있으므로 그 이름을 따서 오봉리라 하고, 정읍군 태인면에 편입되었다. | 1) 원오봉(元五峰) 마을 2) 천오(川五) 마을 3) 천신(天新) 마을 4) 청석(靑石) 마을 5) 청학(靑鶴) 마을              |      |
| 증산리(甑山里) | 본래 태인군 인곡면(仁谷面)구역인데, 1914년 행정구역 개편 때에, 상증리(上甑里), 하증리(下甑里)를 병합하여, 이 구역에 있는 산 시루봉(甑山)에서 따서 증산리라 하고, 정읍군 태인면에 편입 되었다. | 1) 상증(上甑) 마을 2) 하증(下甑) 마을 3) 점촌(店村) 마을                                                        |      |
| 고천리(高川里) | 본래 태인군 인곡면(仁谷面) 구역인데, 1914년 행정구역 개편 때에 왕림리(旺林里), 서주동(西走洞), 고천리(高川里), 관동(冠洞), 녹동(鹿洞)과 군내면(郡內面), 쌍갈리(雙喝里) 및 옹지면(瓮池面) 소일리(小一里)각 일부를 병합하여, 중심마을 이름을 따서 고천리라 하고, 정읍군 태인면에 편입하였다.                                                                        | 1) 원고천(元高川) 마을 2) 왕림(旺林) 마을 3) 관동(冠洞) 마을 4) 녹동(鹿洞) 마을                                 |      |
| 태흥리(泰興里) | 본래 태인군 군내면(郡內面) 구역인데, 1914년 행정구역 개편 때에 홍문리(弘門里), 쌍갈리(雙喝里), 사리(四里), 오리(五里), 칠리(七里), 거산리(居山里)각 일부를 병합하여 태인이 흥왕하라는 뜻으로 태흥리라 하고, 정읍군 태인면에 편입하였다. | 1) 삼리(三里)마을 2) 독양(犢養) 마을 3) 사리(四里) 마을 4) 오리(五里) 마을                                      |      |
| 태성리(泰成里) | 본래 태인군 군내면(郡內面)구역인데, 1914년 행정구역 개편 때에 사창리(社倉里), 사리(四里), 육리(六里), 칠리(七里), 십리(十里), 십일리(十一里)의 각 일부를 병합하여, 이곳에 태인향교 대성전(大成殿)이 있기 때문에 태성리라 하고, 정읍군 태인면에 편입하였다. | 1) 칠리(七里) 마을 2) 옥하(玉下) 마을 3) 향교(鄕校) 마을                                                        |      |
| 태창리(泰昌里) | 본래 태인군 군내면(郡內面)구역인데, 1914년 행정구역 개편 때에 신기리(新基里), 용정동(龍井洞), 청석동(靑石洞), 오리(五里), 육리(六里), 십리(十里), 십일리(十一里), 거산리(居山里), 내이리(內二里)와 구부군 벌미면(伐米面) 덕촌(德村), 화천리(花川里), 회룡리(回龍里)각 일부를 병합하여 더 번창하라는 뜻으로 태창리라 하여, 정읍군 태인면에 편입하였다.             | 1) 육리(六里) 마을 2) 태산(泰山) 마을 3) 기지내(基地內) 마을 4) 용신(龍新) 마을 5) 시기(市基) 마을 6)샘들내마을 |      |
| 거산리(居山里) | 본래 태인군 군내면(郡內面)구역인데, 1914년 행정구역 개편 때에 구오리(舊五里), 육리(六里), 십일리(十一里), 거산리(居山里)와 동촌면(東村面) 신성리(新成里), 정동리(井洞里) 각 일부를 병합하여, 중심 마을 이름을 따라 거산리라 하고, 정읍군 태인면에 편입하였다. | 1) 원거산(元居山) 마을 2) 신기(新基) 마을 3) 상동구(上洞口) 마을                                                |      |
| 태서리(泰西里) | 본래 태인군 서촌면(西村面)구역인데, 1914년 행정구역 개편 때에 구사리(舊四里), 복호동(伏虎洞), 주산리(舟山里), 서재리(西才里), 분동(粉洞)과 고부군 벌미면(伐米面) 덕리(德里) 및 장순면(長順面) 상학리(上學里) 각 일부를 편입하였다가, 그 뒤 1935년에 태인면에 편입되었다.                                                                                          | 1) 분동(粉洞) 마을 2) 주산(舟山) 마을 3) 서재(書才) 마을 4) 하동구(下洞口) 마을                                 |      |
| 매계리(梅溪里) | 본래 태인군 남촌이변면(南村二邊面)구역인데, 1914년 행정구역 개편 때에 중산리(中山里), 하삼리(下三里), 상삼시(上三里), 분동(粉洞)과 서촌면(西村面) 과학리(過鶴里) 및 동촌면(東村面) 삼리(三里)각 일부를 병합하여 매계리라 하고 정읍군 보림면에 편입했다가 1935년 행정구역 재조정 때에 태인면에 편입되었다.                                                         | 1) 상산(上山) 마을 2) 중산(中山) 마을 3) 하산(下山) 마을                                                        |      |
| 오류리(五柳里) | 본래 태인군 남촌이변면(南村二邊面)구역인데, 1914년 행정구역 개편 때에 오류촌(五柳村), 상산리(上山里), 장재동(壯才洞)과 서촌면(西村面) 과학동(過鶴洞)일부를 병합하여, 중심마을 이름을 따서 오류리라 하고, 정읍군 보림면에 편입 하였다가 그 뒤 1935년에 다시 태인면에 편입하였다.                                                                                   | 1) 과학(過鶴) 마을                                                                                              |      |
| 태남리(泰南里) | 본래 태인군 남촌이변면(南村二邊面)구역인데, 1914년 행정구역 개편 때에 덕두리(德斗里), 장재동(壯才洞)과 서촌면(西村面) 과학치(過鶴峙)및 고현내면(古縣內面)의 이리(二里), 삼리(三里) 각 일부를 병합하여, 이 지역 태인 읍내의 남쪽이므로 태남리라 하고, 정읍군 보림면에 편입했다가, 1935년 다시 태인면에 편입하였다.                                                 | 1) 덕두(德斗) 마을 2) 장재(壯才) 마을                                                                           |      |